# Cornubite
La cornubite est une espèce minérale composée d'arséniate de cuivre de formule Cu5(AsO4)2(OH)4·H2O. Dimorphe triclinique de la cornwallite.

## Inventeur et étymologie
Décrite par CLARINGBULL, HEY & RUSSELL en 1958 ; son nom provient de Conubia, l'ancien nom latin des Cornouailles.

## Topotype
Wheal Carpenter, Gwinear, dans les Cornouailles en Angleterre. Les échantillons de référence sont déposés au Musée d'histoire naturelle de Londres, 1964R, 8650

## Cristallographie
Paramètres de la maille :
a = 6,12 Å, b = 6,251 Å, c = 6,79 Å, α = 92,93 °, β = 111,3 °, γ = 107,47 °

Rapports : a:b:c = 0,979 : 1 : 1,086 

## Gîtologie
Se rencontre dans les zones d'oxydation des dépôts de cuivre riches en arsenic.

## Synonymie
- corunuvite
- corvunvite

## Minéraux apparentés;  minéraux associés
- Ludjibaite (de), pseudomalachite (en), reichenbachite, cornwallite, turanite, gatehouseite (en),  arsénoclasite (en),  reppiaite (it)
- Olivénite, agardite, malachite...

## Gisements remarquables
En France
- Mine de Salsigne (dans le chapeau de fer) Aude[3].
- Mine du Cap Garonne, Le Pradet, Var [4]
- Hérival, Le Val-d'Ajol, Vosges [5]

Dans le Monde
- Centennial Eureka Mine (Blue Rock), Tintic District, East Tintic Mts, Juab Co., Utah, États-Unis [6]
- Wheal Carpenter, Fraddam, Gwinear, St Erth - Gwithian Area, Cornouailles Angleterre[7]
- Farbište, Poniky, Slovenské Rudohorie, Banskobystrický Kraj, Slovaquie[8]